# عيش بلدي
عيش بلدي خبز مصري تقليدي مسطّح، ومن أقدم الأطعمة الأساسية في تاريخ المطبخ المصري. يشتهر بانتشاره الواسع وأهميته في الثقافة المصرية. فهو عبارة عن منتج مخمّر على شكل جيب، يتميّز بقشرته الغنية بالنخالة. وعند خبزه في أفران حجرية ساخنة، تؤدي درجات الحرارة المرتفعة إلى تمدد الغاز الناتج عن الخميرة، مما يتسبب في انتفاخ أقراص العجين المسطحة وتكوّن العديد من الفقاعات التي تندمج في فقاعة كبيرة واحدة، لتُشكّل الجيب الداخلي قبل أن يتماسك الخبز.

## التحضير
تبدأ عملية تحضير العيش البلدي بخطوة تخمير أولية، حيث يُستخدم مقدار صغير من الخميرة الجافة التجارية لتخمير جزء من الدقيق على مدى فترة زمنية ممتدة. تُساهم هذه الخطوة في تعزيز نكهة العجين وتحسين قوامه. بالإضافة إلى ذلك، يمكن دمج ما يصل إلى 20٪ من دقيق القمح الكامل دون أن يؤثر ذلك بشكل كبير على النتيجة النهائية، غير أن استخدام نسب أعلى قد يتطلب تعديل كمية الماء ويعيق تكوّن الجيب الداخلي المطلوب.